# Cantone di Sergines
Il Cantone di Sergines era una divisione amministrativa dell'arrondissement di Sens.
È stato soppresso a seguito della riforma complessiva dei cantoni del 2014, che è entrata in vigore con le elezioni dipartimentali del 2015.
Comprendeva i comuni di:
- La Chapelle-sur-Oreuse
- Compigny
- Courlon-sur-Yonne
- Pailly
- Perceneige
- Plessis-Saint-Jean
- Serbonnes
- Sergines
- Thorigny-sur-Oreuse
- Vinneuf